# Tanin (U-Boot, 2014)
Die  INS Tanin ist ein israelisches U-Boot der Dolphin-II-Klasse, das in Deutschland bei der Howaldtswerke-Deutsche Werft, Kiel, von ThyssenKrupp Marine Systems gebaut wurde. Das Schiff ist 68 m lang.
Das U-Boot wurde im Mai 2012 zu Wasser gelassen. Ab Ende 2013 fand die Erprobung statt. Das Boot verließ Kiel im September 2014 und erreichte am 23. September 2014 die Marinebasis Haifa der israelischen Marine.
Das Boot wird für die Fähigkeit eines nuklearen Zweitschlags eingesetzt.
Das Boot erhielt den Namen des biblischen Seeungeheuers Tannin, auf hebräisch תַּנִּין Tannīn. Es handelt sich um das dritte U-Boot dieses Namens, ihre Vorgänger waren die 1958 von der britischen Royal Navy übernommene Springer und die 1977 in Dienst gestellte Tanin der Gal-Klasse.